# سباق الموت 2 (فلم)
سباق الموت 2 (بالإنجليزية: Death Race 2) هو فيلم أكشن وإثارة وخيال علمي تم إنتاجه في الولايات المتحدة وصدر سنة 2010 بطولة لوك غوس ولورين كوهان وفينج راميز وشون بين وهو الجزء الثاني من سلسلة أفلام «سباق الموت».

## القصة
ويسرد قصّة شخصيّة مشهورة تموت في بداية “سباق الموت” ، ألا وهي «كارل لوكاس» المشوّه والمقنّع والملقّب بـ «فرانكينشتاين» هو سائق فارّ من السجن، يتمّ إلقاء القبض عليه خلال عمليّة سرقة مصرف غير ناجحة، ويتمّ نقله إلى تيرمنال ايلاند.

## روابط خارجية
- سباق الموت 2 على موقع IMDb (الإنجليزية)
- سباق الموت 2 على موقع روتن توميتوز (الإنجليزية)
- سباق الموت 2 على موقع نتفليكس (الإنجليزية)
- سباق الموت 2 على موقع قاعدة بيانات الأفلام العربية
- سباق الموت 2 على موقع ألو سيني (الفرنسية)
- سباق الموت 2 على موقع أول موفي (الإنجليزية)
- سباق الموت 2 على موقع فيلمافينيتي (الإسبانية)
- سباق الموت 2 على موقع قاعدة بيانات الأفلام السويدية (السويدية)
- سباق الموت 2 على موقع قاعدة بيانات الفيلم (الإنجليزية)
- سباق الموت 2 على موقع ليتربوكسد (الإنجليزية)